# Самый богатый человек в Вавилоне
«Самый богатый человек в Вавилоне» — книга американского писателя и публициста Джорджа Самюэля Клейсона, впервые изданная в 1926 году и содержащая советы по ведению личных финансов, изложенные в виде занимательных рассказов-притч о событиях, происходивших более четырёх тысяч лет назад в древнем Вавилоне. После первого издания книга регулярно переиздавалась как на английском, так и на других языках и считается классикой литературы по ведению личных финансов. Одна из основных мыслей книги — о важности экономии и регулярного накопления.

## Предыстория
Первоначально основные идеи книги были изложены Клейсоном в виде серии брошюр, написанных и распространявшихся среди вкладчиков банков и страховых компаний. Заказчиками брошюр были сами финансовые учреждения, стремившиеся повысить уровень финансовой грамотности своих клиентов. Брошюры были написаны Клейсоном в 1920—1924 годах, а в 1926 году он объединил и издал их в виде книги, имевшую заметный успех и сразу разошедшуюся большим тиражом. В 1930 году Клейсон выпустил иллюстрированное издание книги в твёрдом переплёте, это издание сейчас представляет собой библиографическую редкость.
Структура и язык притч, использованный в книге, послужили образцом для многочисленных подражаний. За почти сто лет, прошедших со дня выхода первого тиража книга регулярно переиздавалось и была переведена множество языков, в том числе на русский. По сей день книга издаётся на множестве языков и считается классической литературой по ведению личных финансов, входит в многие авторитетные списки рекомендаций.

## Структура книги
Книга представляет собой небольшие главы-притчи, сгруппированные по темам, с заметными пересечениями и повторами одних и тех же рассуждений, что придаёт убедительность предисловию автора, где он позиционирует себя не как автора, а как переводчика и литературного обработчика древневавилонских текстов. В структуре книги можно выделить пять разделов: вводный раздел, «Семь принципов богатства», «Пять законов золота», раздел отдельных притч и археологических свидетельств, завершает книгу историческая справка о Вавилоне. Первые три раздела повествуют о вымышленном персонаже — вавилонянине Аркаде, когда-то бывшим бедным писцом и ставшим самым богатым человеком в Вавилоне. В некоторых притчах о нём говорят его менее удачливые друзья детства, в других притчах повествование ведётся от имени самого Аркада.

### Вводные главы
Бедные ремесленники Вавилона говорят о своей нужде и вспоминают общего друга детства и юности богача Аркада, бывшего тогда таким же бедным, как и они. Они решаются пойти к Аркаду, напомнить о себе и попросить совета как выбраться из нужды. Аркад радушно принимает их и рассказывает, что достиг богатства придерживаясь нескольких жизненных правил. Он соглашается поделиться с друзьями своим опытом и рассказать им про правила богатства.

### Семь принципов богатства
Аркад даёт друзьям первые советы: как остановить бессмысленные траты денег и начать их накапливать. Советы он называет принципами богатства и называет таких принципов семь:
1. Сперва заплати себе: Аркад советует платить себе (то есть оставлять в своём кошельке) одну десятую часть всех заработанных денег так же, как следует платить другим за товары и услуги[3].
2. Контролируй расходы: следует пересмотреть свои траты и оставить лишь действительно необходимые расходы, умерив свои желания[3].
3. Заставь золото умножаться: Аркад советует инвестировать накопленное золото, чтобы накопления увеличивались быстрее, чем скорость сбережений[3].
4. Храни свои богатства от потерь: следует остерегаться рискованных действий, обещающих быстрое обогащение: в таких случаях очень часто теряют всю сумму инвестиций[3].
5. Сделай своё жильё выгодным вложением: Аркад советует выкупить своё жилище, чтобы не платить аренду и чтобы семья знала, что у неё есть собственный дом[3].
6. Обеспечь своё будущее: юность скоротечна, говорит Аркад, и следует готовиться к старости, обеспечивая надёжный доход себе и семье в дни немощи и приближения дня ухода в небытие[3].
7. Совершенствуй свои умения зарабатывать: Аркад советует всё время совершенствовать свои навыки и образование, ведь с их помощью можно зарабатывать всё больше и больше[3].

### Пять законов золота
Рассказу о пяти законах предшествует притча «Дискуссия о роли везения», где рассказывается о судьбе Номассира, сына Аркада. Затем излагаются правила накопления, называемые законами золота, некоторые из них повторяют мысли предыдущего раздела. Законов золота пять:
1. Золото охотно приходит к человеку, сберегающему не менее одной десятой своего дохода для себя и своей семьи. Это правило повторяет первый принцип богатства[7].
2. Золото усердно работает на мудрого хозяина, нашедшего для золота выгодное применение. Это правило повторяет третий принцип богатства[7].
3. Золото тянется к осторожному владельцу, который инвестирует его по совету сведущих. Правило похоже на четвёртый принцип богатства, но автор более подробен, рекомендуя тщательно выбирать инвестиции, доверять свои деньги только проверенным предпринимателям[7].
4. Золото уходит от того, кто вкладывает его в дела, в которых не разбирается. Речь в этом совете не столько о рискованных вложениях, сколько о том, что для инвестиций в чужой бизнес надо в нём уметь разбираться, чтобы оценить перспективы[7].
5. Золото бежит от человека, который стремится к рискованным прибылям, доверяется мошенникам или полагается на собственную невежественную интуицию и азарт. Правило повторяет четвёртый принцип богатства в части предостережений от рисков[7].

### Раздел отдельных притч
В притчах этого раздела не упоминается Аркад, излагаются новые ситуации и повторяются некоторые мысли предыдущих разделов:
- История о вавилонском ростовщике: лучше проявить осторожность, чем потом сожалеть. Перекликается с третьим законом золота[6].
- История о стенах Вавилона: притча подчёркивает важность обеспечения обороны и правопорядка для защиты социума, а также сравнивает личное богатство с защитой от жизненных бурь[6].
- История о вавилонском торговце верблюдами: История торговца Дабасира, которого долги и неудачи поставили на грань жизни и смерти, но его решимость справиться трудностями вернула его к нормальной жизни[6].
- История о вавилонских глиняных табличках: в главе от имени вымышленного учёного-археолога представлены пять глиняных табличек с продолжением истории о торговце Дабасире и его пути к финансовому благополучию. Глава подчёркивает важность планирования личных финансов[8][6].

### Вавилон — историческая справка
Это заключительная глава книги, в ней в превосходных выражения описываются мощь и богатство древнего Вавилона, служащего историческим фоном для притч книги. Вавилон в изложении Клейсона предстаёт обществом с прочной частной собственностью и развитым предпринимательством, защищённым гражданским правом, что довольно сильно отличается от представлений исторической науки об обществе тех времён.

## Значение книги
На момент выхода книги в 1926 году популярной литературы по ведению личных финансов практически не существовало. «Самый богатый человек в Вавилоне» первой заполнила эту нишу, задав своей простотой и ясностью изложения образец для других авторов. Стандартом изложения в этой литературе стало сообщать и несколько раз повторять простые идеи, доступные обычному человеку вне зависимости от уровня дохода или образования. Вышедшая вскоре после «Самого богатого человека в Вавилоне» книга Наполеона Хилла «Думай и богатей» вполне соответствовала созданному канону.
В «Самом богатом человеке в Вавилоне» последовательно проводилась мысль о том, что любой человек может добиться успеха если он трудолюбив, экономен, дисциплинирован и регулярно занимается саморазвитием и самообразованием. Это полностью соответствовало американскому идеалу человека, добившегося всего самостоятельно, поэтому книга стала важной составной частью американской культуры и остаётся ею по сей день.
Идеал скромной трудовой жизни, удержания расходов ниже уровня доходов и накопления богатства для защиты себя и семьи от возможных невзгод хорошо вписывался в деловую и трудовую этику протестантов, составлявших большинство населения США на момент написания книги. Протестантство, отрицавшее ненужную роскошь и излишество, вполне разделяло выведенный в книге идеал жить скромно и умереть богатым, заботясь о семье и потомках.
Книга «Самый богатый человек в Вавилоне» стала одной из наиболее влиятельных книг по финансовому самообразованию, научив многих американцев относиться к деньгам как необходимой части жизни, доступной для осмысления и планирования. Цитаты из неё регулярно появляются в прессе, на неё ссылаются на лекциях, тренингах и в блогах. Она входит в «финансовый фольклор» американцев.